# 基質 (化学)
基質（英: Substrate）とは、化学反応において他の試薬と反応して生成物を作る化学種の1つである。合成化学や有機化学においては、基質の化合物にわずかに修正を加えて目的の物質へと変換する。 生化学においては酵素と結合して酵素が働く場所となる物質を基質と呼ぶ。ルシャトリエの原理より、基質は濃度が変化する物質である。「基質」という言葉が指すものは文脈によって大きく異なる。
| 自発的反応 {\displaystyle S\rightarrow P} - Sが基質、Pが生成物 | 触媒反応 {\displaystyle S+C\rightarrow P+C} - Sが基質、Pが生成物、Cが触媒。 |

## 生化学
生化学では、基質とは酵素と結合し、酵素が働く元となる分子である。酵素は基質が関わる化学反応を触媒する。